# Rivière Ferrée (rivière Montmorency)
Pour les articles homonymes, voir Rivière Ferrée.
La rivière Ferrée est un affluent de la rive est de la rivière Montmorency. Elle coule dans les municipalités de L'Ange-Gardien et de Boischatel, dans la municipalité régionale de comté (MRC) de La Côte-de-Beaupré, dans la région administrative de la Capitale-Nationale, dans la province de Québec, au Canada.
La partie supérieure de cette vallée est desservie par le chemin des Sucreries, par le chemin du Nord-de-la-Ligne Hydro et par quelques routes forestières. La sylviculture notamment l'exploitation de sucreries constitue la principale activité économique de cette vallée ; les activités récréotouristiques en second. Tandis que la partie inférieure traverse le secteur nord de la partie urbaine de Boischatel.
La surface de la rivière Ferrée est généralement gelée du début de décembre jusqu'à la fin de mars ; toutefois la circulation sécuritaire sur la glace se fait généralement de la mi-décembre à la mi-mars. Le niveau de l'eau de la rivière varie selon les saisons et les précipitations ; la crue printanière survient en mars ou avril.

## Géographie
La rivière Ferrée prend sa source d'un ruisseau forestier (altitude : 339 m). Cette source est située au cœur d'une montagne comportant trois sommets (379 m, 385 m et 398 m) dans la municipalité de L'Ange-Gardien, à :
- 1,6 km au nord-est de la rivière Montmorency ;
- 6,4 km au nord-ouest de la confluence de la rivière Ferrée et de la rivière Montmorency ;
- 7,6 km au nord-ouest de la rive nord-ouest du fleuve Saint-Laurent.

À partir de sa source, la rivière Ferrée descend sur 17,5 km, avec une dénivellation de 222 m selon les segments suivants :
Partie supérieure de la rivière Ferrée (segment de 6,0 km)
- 2,2 km vers le nord dans L'Ange-Gardien, dans une vallée encaissée, jusqu'à un coude de rivière, correspondant à deux ruisseaux dont l'un arrive du sud-ouest et l'autre du nord ;
- 3,8 km en territoire forestier vers l'est dans une vallée encaissée jusqu'à un coude de rivière, puis le sud-est, jusqu'à la confluence de la rivière la Retenue (venant du nord-est) ;

Partie inférieure de la rivière Ferrée (segment de 11,5 km)
- 3,4 km vers le sud dans une plaine en territoire forestier en formant d'abord une boucle vers l'est, en recueillant un ruisseau (venant de l'ouest), en coupant le chemin du Pont-à-Mathias, en formant successivement une boucle vers l'est et une autre vers l'ouest, jusqu'à un ruisseau (venant du nord-ouest) ;
- 2,1 km vers le sud en formant deux boucles vers l'est, jusqu'à la limite de Boischatel correspondant à un ruisseau (venant de l'ouest) ;
- 3,3 km dans Boischatel, d'abord vers le sud en zone forestière en formant une boucle chevauchant la limite inter-municipale entre L'Ange-Gardien et Boischatel, et en contournant du côté est la partie nord du secteur urbain de Boischatel, puis vers le sud-ouest en traversant un petit lac artificiel, jusqu'au barrage à son embouchure ;
- 2,1 km vers le sud-ouest en coupant la rue des Rochers, puis en formant trois boucles vers le sud-est en traversant le terrain de golf Royal Québec jusqu'au pont de la rue Notre-Dame ;
- 0,6 km vers l'ouest en un petit S, jusqu'à son embouchure[3].

La rivière Ferrée se déverse sur la rive nord-est de la rivière Montmorency, face au hameau "Les Roches-Plates" situé sur la rive sud-ouest.
À partir de la confluence de la rivière Ferrée, le courant coule sur 3,2 km généralement vers le sud-est par le cours de la rivière Montmorency, jusqu'à la rive nord-ouest de l'estuaire fluvial Saint-Laurent.
La rivière Ferrée a la particularité d'avoir une section souterraine sur 800 m. Ces pertes alimentent la grotte de Boischatel. Lors des crues importantes, la section entre les pertes de la Rivière Ferrée et la rivière Montmorency peut s’écouler à l'air libre.

## Toponymie
Cette rivière était jadis désignée "Rivière Laval" et "rivière Ferry".
Le toponyme "rivière Ferrée" a été officialisé le 14 août 1997 à la Commission de toponymie du Québec.